# Jesús Glaría
Jesús Glaría Jordán fue un futbolista español. Nació en Villafranca (Navarra). Jugaba de centrocampista y su primer equipo fue el Club Deportivo Oberena. Era el menor de cuatro hermanos que también fueron futbolistas: José, Francisco y Jaime Javier Glaría.

## Biografía
Jugó desde joven en un equipo de su ciudad natal, el Club Deportivo Oberena (Tercera división) hasta que el Atlético de Madrid se fija en él y lo ficha para incorporarlo a los equipos inferiores.
En 1960 entra a formar parte de la primera plantilla del Atlético de Madrid. Debuta en la Primera división de la liga española de fútbol el 19 de febrero de 1961 en el partido Betis 1 - 0 Atlético. 
En su primera temporada en el conjunto rojiblanco, en la que casi no dispone de oportunidades para jugar, consigue un subcampeonato de Liga y una Copa del Rey. En la temporada siguiente se proclama campeón de la Recopa de Europa, siendo este título el primer trofeo internacional de la historia del Atlético.
En la temporada 64-65 gana otra Copa del Rey y queda segundo con su club en el campeonato de liga. Al año siguiente se proclama campeón de Liga.
Permaneció en el Atlético de Madrid ocho temporadas disputando 187 partidos de liga.
En 1968 ficha por el RCD Español. Con este equipo consigue un tercer puesto en liga en la temporada 72-73. 
Glaría se retiró de los terrenos de juego al finalizar la temporada 74-75. Disputó un total de 338 partidos en Primera división marcando 12 goles.
Glaría falleció el 19 de septiembre de 1978 en un accidente de tráfico en Espluga de Francolí, donde también murió su hijo.

### Selección nacional
Ha sido internacional con la Selección nacional de fútbol de España en 20 ocasiones. Su debut como internacional fue el 1 de noviembre de 1962 en el partido España 6 - 0 Rumania.

## Carrera internacional
| Selección | Temporada | Partidos | Goles |
| --------- | --------- | -------- | ----- |
| España    | 1962–63   | 5        | -     |
| España    | 1963–64   | 1        | -     |
| España    | 1964–65   | 2        | -     |
| España    | 1965–66   | 5        | -     |
| España    | 1966–67   | 3        | -     |
| España    | 1967–68   | -        | -     |
| España    | 1968–69   | 4        | -     |
| España    | Total     | 20       | -     |

## Clubes
- Club Deportivo Oberena - (España)  ? - ?
- Atlético de Madrid - (España)  1960 - 1968
- RCD Español - (España)  1968 - 1975

## Títulos

### Campeonatos nacionales
- 1 Liga (Atlético, temporada 65-66)
- 2 Copas del Rey (Atlético, 1961 y 1965)

### Copas internacionales
- 1 Recopa (Atlético, 1962)